# 洪茲盈
洪茲盈（1979年9月27日—），台灣台南人。台灣作家，編劇, 曾任廣告公司文案，現為自由寫作者。

## 著作
長篇小說
- 《墟行者》（寶瓶文化, 2018）

短篇小說
- 《沐沐泅吧沒關係》（時報出版, 2024）
- 《太陽照不到的地方》（寶瓶文化, 2012）
- 《無愛練習》（寶瓶文化, 2008）

## 編劇
2018《你的孩子不是你的孩子》〈茉莉的最後一天〉單元
2021〈做工的人〉

## 文學作品獲獎紀錄
2005 聯合文學小說新人獎 〈解鑰〉
2007 林榮三文學獎 〈無愛練習〉
2007 府城文學獎 〈她獨自吃虱目魚粥〉
2009 吳濁流文藝獎兒童文學獎 〈秀斗影印機〉
2012 林榮三文學獎 〈末班夜車〉
2015 BenQ中篇電影小說獎 〈命運之河〉

## 其他
2016 佛蒙特ＶＳＣ駐村計畫 